# Anchor Bible Series
Pour les articles homonymes, voir Anchor.
The Anchor Bible Series, qui se compose d'une série de commentaires, d'un dictionnaire biblique et d'une bibliothèque de référence, est une coentreprise scientifique et commerciale qui a débuté en 1956, avec la publication de volumes individuels dans la série de commentaires. Après avoir lancé une nouvelle ère de coopération dans la recherche biblique entre érudits représentant les traditions juives, catholiques, orthodoxes orientales, protestantes, musulmanes, laïques et autres — plus de 1 000 érudits ont jusqu'à présent contribué au projet. Leurs travaux offrent des discussions qui reflètent une gamme de points de vue à travers un large spectre théologique. Le projet Anchor Bible continue de produire des volumes qui tiennent les lecteurs au courant des études récentes et sont fondés sur l'analyse. Les travaux apportent les progrès de la science et de la technologie sur les matériaux bibliques, mettant les connaissances historiques et linguistiques liées à l'interprétation des annales bibliques à la disposition des experts et des étudiants. À ce jour, plus de 120 volumes ont été publiés, initialement sous la supervision du rédacteur en chef fondateur de la série, David Noel Freedman (1956-2008), puis sous la direction de John J. Collins (2008-présent). Chaque volume a été initialement publié par Doubleday (une division de Random House, Inc.), mais en 2007, la série est acquise par Yale University Press. Yale imprime désormais tous les nouveaux volumes sous le nom de Anchor Yale Bible Series, tout en continuant à proposer également tous les titres Anchor Bible précédemment publiés,.

## Anchor Bible Dictionary

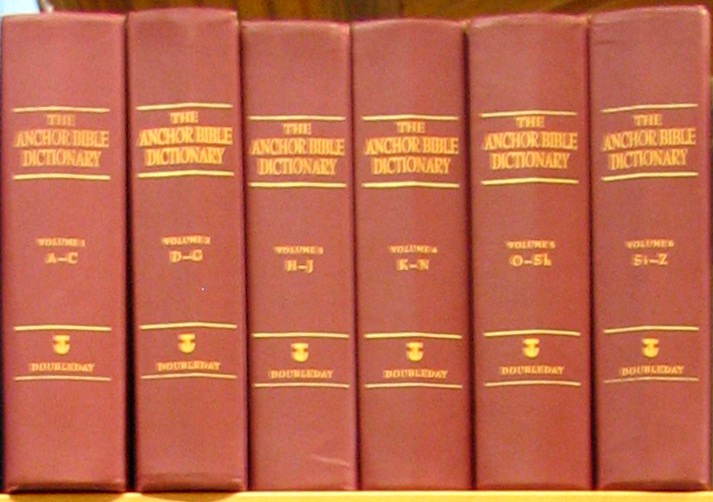
LAnchor Bible Dictionary.

Le dictionnaire Anchor Bible Dictionary contient plus de 6 000 entrées provenant de 800 universitaires internationaux. Il contient des illustrations et des dessins au trait, et est également disponible en téléchargement sur Logos Bible Software ou Accordance Bible Software. Le « Dictionnaire » comprend des articles sur les manuscrits de la mer Morte, les premières relations judéo-chrétiennes, le Jésus historique, les méthodes sociologiques et littéraires de la critique biblique, l'herméneutique féministe et de nombreuses entrées sur les sites archéologiques, ainsi que des bibliographies avec des citations répertoriées individuellement à la fin de chaque article.

## Anchor Bible Reference Library
L' Anchor Bible Reference Library est une série ouverte composée de plus de trente volumes distincts contenant des informations sur l'anthropologie, l'archéologie, l'écologie, la géographie, l'histoire, les langues, la littérature, la philosophie, les religions et la théologie, entre autres.

## Œuvres dans la sérieAnchor Yale Bible Commentary
À partir de 2021, la série Anchor Yale Bible Commentary comprend les volumes suivants (NB : les volumes sont classés par le numéro de série qui leur est attribué, qui diffère par certains points des ordres canoniques standard) :

### Bible hébraïque / Ancien Testament
- E. A. Speiser, Genesis, vol. 1, 1964 (ISBN 978-0-3001-4025-5) 454 pages.
  - En production : Ronald S. Hendel, Genesis (2 volumes attendus)
- William H. Propp, Exodus 1–18, vol. 2, 1999 (ISBN 978-0-3851-4804-7) 656 pages.
- William H. Propp, Exodus 19–40, vol. 2A, 2006 (ISBN 978-0-3001-3939-6) 865 pages.
  - En production : Joel S. Baden, Exodus (2 volumes attendus)
- Jacob Milgrom, Leviticus 1–16, vol. 3, 1998 (ISBN 978-0-3001-3940-2) 1085 pages.
- Jacob Milgrom, Leviticus 17–22, vol. 3A, 2000 (ISBN 978-0-3001-4056-9) 656 pages.
- Jacob Milgrom, Leviticus 23–27, vol. 3B, 2001 (ISBN 978-0-3855-0035-7) 720 pages.
- Baruch A. Levine, Numbers 1–20, vol. 4, 1993 (ISBN 978-0-3001-4077-4) 544 pages.
- Baruch A. Levine, Numbers 21–36, vol. 4A, 2000 (ISBN 978-0-3001-3942-6) 624 pages.
- Moshe Weinfeld, Deuteronomy 1–11, vol. 5, 1991 (ISBN 978-0-3851-7593-7, lire en ligne) 480 pages.
  - En production : Moshe Weinfeld et David R. Seely, Deuteronomy 12–34 (2 volumes attendus)
- Robert G. Boling et G. Ernest Wright, Joshua, vol. 6, 1982 (ISBN 978-0-3850-0034-5, lire en ligne) 608 pages.
- Robert G. Boling, Judges, vol. 6A, 1974 (ISBN 978-0-3850-1029-0, lire en ligne) 376 pages.
- Thomas B. Dozeman, Joshua 1–12, vol. 6B, 2015 (ISBN 978-0-3001-4975-3) 600 pages.
  - En production : Thomas B. Dozeman, Joshua 13–24, vol. 6C
- Jack M. Sasson, Judges 1–12, vol. 6D, 2014 (ISBN 978-0300190335) 592 pages.
  - En production : Jack M. Sasson, Judges 13–24, vol. 6E
- Jeremy Schipper, Ruth, vol. 7, 2016 (ISBN 978-0-3001-9215-5) 240 pages.
  - Remplace : Edward F., Jr. Campbell, Ruth, vol. 7, 1975 (ISBN 978-0-3850-5316-7) 216 pages.
- Delbert R. Hillers, Lamentations, vol. 7A, revised, 1992 (ISBN 978-0-3001-3947-1) 175 pages.
  - Remplace : Delbert R. Hillers, Lamentations, vol. 7A, 1972 (ISBN 978-0385007382, lire en ligne), 168 pages.
- Carey A. Moore, Esther, vol. 7B, 1971 (ISBN 978-0-3850-0472-5) 192 pages.
- Marvin H. Pope, Song of Songs, vol. 7C, 1977 (ISBN 978-0-3850-0569-2, lire en ligne) 768 pages.
- P. Kyle, Jr. McCarter, I Samuel, vol. 8, 1980 (ISBN 978-0-3850-6760-7) 504 pages.
- P. Kyle, Jr. McCarter, II Samuel, vol. 9, 1984 (ISBN 978-0-3850-6808-6, lire en ligne) 576 pages.
- Mordechai Cogan, I Kings, vol. 10, 2001 (ISBN 978-0-3001-4053-8) 576 pages.
- Mordechai Cogan et Hayim Tadmor, II Kings, vol. 11, 1988 (ISBN 978-0-3001-4074-3) 408 pages.
- Gary N. Knoppers, I Chronicles 1–9, vol. 12, 2003 (ISBN 978-0-3001-3952-5) 544 pages.
  - Remplace : Jacob M. Myers, I Chronicles, vol. 12, 1965 (ISBN 978-0-3850-1259-1, lire en ligne), 336 pages.
- Gary N. Knoppers, I Chronicles 10–29, vol. 12A, 2004 (ISBN 978-0-3001-3953-2) 608 pages.
- Jacob M. Myers, II Chronicles, vol. 13, 1965 (ISBN 978-0-3850-3757-0) 312 pages.
- Jacob M. Myers, Ezra, Nehemiah, vol. 14, 1965 (ISBN 978-0-3850-4695-4, lire en ligne) 360 pages.
  - En production : Tamara Cohn Eskenazi, Ezra, Nehemiah
- Marvin H. Pope, Job, vol. 15, 1965 (ISBN 978-0-3001-4075-0) 507 pages.
- Mitchell Dahood, Psalms I: 1–50, vol. 16, 1966 (ISBN 978-0-3850-2765-6, lire en ligne) 384 pages.
- Mitchell Dahood, Psalms II: 51–100, vol. 17, 1968 (ISBN 978-0-3850-3759-4, lire en ligne) 432 pages.
- Mitchell Dahood, Psalms III: 101–150, vol. 17A, 1970 (ISBN 978-0-3850-0607-1, lire en ligne) 544 pages.
- R. B. Y. Scott, Proverbs, Ecclesiastes, vol. 18, 1965 (ISBN 978-0385021777, lire en ligne) 257 pages.
- Michael V. Fox, Proverbs 1–9, vol. 18A, 2000 (ISBN 978-0-3852-6437-2) 720 pages.
- Michael V. Fox, Proverbs 10–31, vol. 18B, 2009 (ISBN 978-0-3001-4209-9, lire en ligne) 704 pages.
- Choon-Leong Seow, Ecclesiastes, vol. 18C, 1997 (ISBN 978-0-3001-3960-0) 448 pages.
- Joseph Blenkinsopp, Isaiah 1–39, vol. 19, 2000 (ISBN 978-0-3001-3961-7) 544 pages.
- Joseph Blenkinsopp, Isaiah 40–55, vol. 19A, 2002 (ISBN 978-0-3854-9717-6) 432 pages.
- Joseph Blenkinsopp, Isaiah 56–66, vol. 19B, 2003 (ISBN 978-0-3001-3962-4) 368 pages.
- John L. McKenzie, Second Isaiah, vol. 20, 1969 (ISBN 978-0-3001-4079-8) 304 pages.
- John Bright, Jeremiah, vol. 21, 1965 (ISBN 978-0-3850-0823-5, lire en ligne) 524 pages.
- Jack R. Lundbom, Jeremiah 1–20, vol. 21A, 1999 (ISBN 978-0-3001-3963-1) 960 pages.
- Jack R. Lundbom, Jeremiah 21–36, vol. 21B, 2004 (ISBN 978-0-3001-3964-8) 672 pages.
- Jack R. Lundbom, Jeremiah 37–52, vol. 21C, 2004 (ISBN 978-0-3001-3965-5) 656 pages.
- Moshe Greenberg, Ezekiel 1–20, vol. 22, 1983 (ISBN 978-0-3850-0954-6, lire en ligne) 416 pages.
- Moshe Greenberg, Ezekiel 21–37, vol. 22A, 1997 (ISBN 978-0-3001-3967-9) 372 pages.
- Stephen L. Cook, Ezekiel 38–48, vol. 22B, 2018 (ISBN 978-0-3002-1881-7) 368  pages.
- Louis F. Hartman et Alexander A. DiLella, The Book of Daniel, vol. 23, 1978 (ISBN 978-0-3850-1322-2, lire en ligne) 360 pages.
- Francis I. Andersen et David Noel Freedman, Hosea, vol. 24, 1980 (ISBN 978-0-3850-0768-9, lire en ligne) 720 pages.
- Francis I. Andersen et David Noel Freedman, Amos, vol. 24A, 1989 (ISBN 978-0-3001-4070-5) 1024 pages.
- Jack M. Sasson, Jonah, vol. 24B, 1990 (ISBN 978-0-3852-3525-9, lire en ligne) 384 pages.
  - En production : Rhiannon Graybill, John Kaltner et Steven L. McKenzie, Jonah
- James L. Crenshaw, Joel, vol. 24C, 1995 (ISBN 978-0-3001-4076-7) 272 pages.
- Paul Raabe, Obadiah, vol. 24D, 1996 (ISBN 978-0-3001-3971-6) 336 pages.
- Francis I. Andersen et David Noel Freedman, Micah, vol. 24E, 2000 (ISBN 978-0-3850-8402-4) 720 pages.
- Duane L. Christensen, Nahum, vol. 24F, 2009 (ISBN 978-0-3001-4479-6) 464 pages.
- Göran Eidevall, Amos, vol. 24G, 2017 (ISBN 9780300178784) 312 pages.
- Francis I. Andersen, Habakkuk, vol. 25, 2001 (ISBN 978-0-3001-3973-0) 416 pages.
- Adele Berlin, Zephaniah, vol. 25A, 1994 (ISBN 978-0-3001-4080-4) 192 pages.
- Carol L. Meyers et Eric M. Meyers, Haggai, Zechariah 1–8, vol. 25B, 1987 (ISBN 978-0-3851-4482-7, lire en ligne) 576 pages.
- Carol L. Meyers et Eric M. Meyers, Zechariah 9–14, vol. 25C, 1992 (ISBN 978-0-3001-3976-1) 864 pages.
- Andrew E. Hill, Malachi, vol. 25D, 1998 (ISBN 978-0-3854-6892-3) 480 pages.

### Nouveau Testament
- W. F. Albright et C. S. Mann, Matthew, vol. 26, 1971 (ISBN 978-0-3850-8658-5), 576 pages.
  - En production : John P. Meier, Matthew
- Joel Marcus, Mark 1–8, vol. 27, 2002 (ISBN 978-0-3854-2349-6), 592 pages.
  - Remplace : C. S. Mann, Mark, vol. 27, 1986 (ISBN 978-0-3850-3253-7, lire en ligne)>, 744 pages.
- Joel Marcus, Mark 8–16, vol. 27A, 2009 (ISBN 978-0-3001-4116-0), 672 pages.
- Joseph A. Fitzmyer, The Gospel according to Luke I–IX, vol. 28, 1970 (ISBN 978-0385005159, lire en ligne), 864 pages.
- Joseph A. Fitzmyer, The Gospel according to Luke X–XXIV, vol. 28A, 1985 (ISBN 978-0385155427, lire en ligne), 848 pages.
- Raymond E. Brown, The Gospel according to John I–XII, vol. 29, 1966 (ISBN 978-0385015172, lire en ligne), 544 pages.
- Raymond E. Brown, The Gospel according to John XIII–XXI, vol. 29A, 1970 (ISBN 978-0300140729), 688 pages.
- Raymond E. Brown, The Epistles of John, vol. 30, 1982 (ISBN 978-0-3850-5686-1, lire en ligne), 840 pages.
- Joseph A. Fitzmyer, The Acts of the Apostles, vol. 31, 1998 (ISBN 978-0-3854-6880-0, lire en ligne), 824 pages.
  - Remplace : Johannes Munck, The Acts of the Apostles, vol. 31, 1967 (ISBN 978-0-3850-0914-0, lire en ligne), 468 pages.
- Joseph A. Fitzmyer, First Corinthians, vol. 32, 2008 (ISBN 978-0-3001-4044-6), 688 pages.
  - Remplace : William F. Orr et James Arthur Walther, I Corinthians, vol. 32, 1976 (ISBN 978-0-3850-2853-0), 408 pages.
- Victor P. Furnish, II Corinthians, vol. 32A, 1984 (ISBN 978-0-3851-1199-7), 648 pages.
- Abraham J. Malherbe, The Letters to the Thessalonians, vol. 32B, 2000 (ISBN 978-0-3851-8460-1), 640 pages.
- Joseph A. Fitzmyer, Romans, vol. 33, 1993 (ISBN 978-0-3001-4078-1), 832 pages.
- J. Louis Martyn, Galatians, vol. 33A, 1997 (ISBN 978-0-3850-8838-1), 608 pages.
- John Reumann, Philippians, vol. 33B, 2008 (ISBN 978-0-3001-4045-3, lire en ligne), 832 pages.
- Markus Barth, Ephesians 1-3, vol. 34, 1974 (ISBN 978-0-3001-4071-2), 464 pages.
- Markus Barth, Ephesians 4-6, vol. 34A, 1974 (ISBN 978-0-3850-8037-8, lire en ligne), 849 pages.
- Markus Barth et Helmut Blankes, Colossians, vol. 34B, 1995 (ISBN 978-0-3851-1068-6), 552 pages.
- Joseph A. Fitzmyer, The Letter to Philemon, vol. 34C, 2000 (ISBN 978-0-3001-4055-2), 138 pages.
- Jerome D. Quinn, The Letter to Titus, vol. 35, 1990 (ISBN 978-0-3001-4026-2), 384 pages.
- Luke Timothy Johnson, The First and Second Letters to Timothy, vol. 35A, 2001 (ISBN 978-0-3001-3988-4)>, 512 pages.
- Craig R. Koester, Hebrews, vol. 36, 2001 (ISBN 978-0-3854-6893-0), 640 pages.
  - Remplace : George Wesley Buchanan, To the Hebrews, vol. 36, 1972 (ISBN 978-0-3850-2995-7, lire en ligne), 312 pages.
- Bo Reicke, The Epistles of James, Peter, and Jude, vol. 37, 1964 (ISBN 978-0-3850-1374-1), 264 pages.
- Luke Timothy Johnson, The Letter of James, vol. 37A, 1995 (ISBN 978-0-3854-1360-2)>, 608 pages.
- John H. Elliott, I Peter, vol. 37B, 2001 (ISBN 978-0-3854-1363-3), 1200 pages.
- Jerome H. Neyrey, 2 Peter and Jude, vol. 37C, 1993 (ISBN 978-0-3854-1362-6), 300 pages.
- J. Massyngberde Ford, Revelation, vol. 38, 1975 (ISBN 978-0-3850-0895-2, lire en ligne), 528 pages.
- Craig R. Koester, Revelation, vol. 38A, 2014 (ISBN 978-0-3001-4488-8), 928 pages.

### Apocryphes / Deutérocanon
- Patrick W. Skehan et Alexander A. DiLella, The Wisdom of Ben Sira, vol. 39, 1987 (ISBN 978-0-3851-3517-7, lire en ligne), 624 pages.
- Carey A. Moore, Judith, vol. 40, 1985 (ISBN 978-0-3851-4424-7, lire en ligne), 288 pages.
- Carey A. Moore, Tobit, vol. 40A, 1996 (ISBN 978-0-3001-3996-9), 368 pages.
- Jonathan A. Goldstein, I Maccabees, vol. 41, 1976 (ISBN 978-0-3850-8533-5, lire en ligne), 592 pages.
  - À venir : Daniel R. Schwartz, I Maccabees, vol. 41, 2022 (ISBN 978-0-3001-5993-6), 496 pages.
- Jonathan A. Goldstein, II Maccabees, vol. 41A, 1983 (ISBN 978-0-3850-4864-4, lire en ligne), 592 pages.
- Jacob M. Myers, I and II Esdras, vol. 42, 1974 (ISBN 978-0-3850-0426-8, lire en ligne), 352 pages.
- David Winston, The Wisdom of Solomon, vol. 43, 1979 (ISBN 978-0-3001-3999-0), 360 pages.
- Carey A. Moore, Daniel, Esther and Jeremiah: The Additions, vol. 44, 1977 (ISBN 978-0-3850-4702-9, lire en ligne), 384 pages.
- À venir : David Brakke, The Gospel of Judas, vol. 45, 2022 (ISBN 978-0-3001-7326-0), 320 pages.

## Travaux dansAnchor Yale Bible Reference Library
Les travaux de la bibliothèque de référence biblique d'Anchor Yale comprennent :  
- Susan Ackerman, Warrior, Dancer, Seductress, Queen: Women in Judges and Biblical Israel, 1998 (ISBN 0-385-48424-0)
- Joseph Blenkinsopp, Pentateuch: An Introduction to the First Five Books of the Bible, 2000 (ISBN 0-385-49788-1)
- Joel S. Baden, The Composition of the Pentateuch: Renewing the Documentary Hypothesis, 2012 (ISBN 978-0-300-15263-0)
- Raymond E. Brown, Death of the Messiah: From Gethsemane to the Grave (2 Vol. Boxed Set), 1994 (ISBN 0-385-47177-7)
- Raymond E. Brown, An Introduction to the New Testament, 1997 (ISBN 0-385-24767-2, lire en ligne)
- Raymond E. Brown et Marion L. Soards, An Introduction to the New Testament: The Abridged Edition, 2016 (ISBN 978-0-300-17312-3)
- Raymond E. Brown, Birth of the Messiah: A Commentary on the Infancy Narratives in the Gospels of Matthew and Luke, 2nd, 1999 (ISBN 0-385-49447-5)
- Raymond E. Brown, An Introduction to the Gospel of John, 2003 (ISBN 0-385-50722-4, lire en ligne)
- James H. Charlesworth, The Old Testament Pseudepigrapha, Vol. 1: Apocalyptic Literature and Testaments, 1983 (ISBN 0-385-09630-5)
- James H. Charlesworth, The Old Testament Pseudepigrapha, Vol. 2: Expansions of the "Old Testament" and Legends, Wisdom and Philosophical Literature, Prayers, Psalms and Odes, Fragments of Lost Judeo-Hellenistic Works, 1985 (ISBN 0-385-18813-7)
- James H. Charlesworth, Jesus Within Judaism, 1988 (ISBN 0-385-23610-7, lire en ligne)
- James H. Charlesworth, Jesus and the Dead Sea Scrolls, 1992 (ISBN 0-385-24863-6, lire en ligne)
- James H. Charlesworth, The Good and Evil Serpent: The Symbolism and Meaning of the Serpent in the Ancient World, 2006 (ISBN 0-385-49696-6)
- John J. Collins, Scepter and the Star: The Messiahs of the Dead Sea Scrolls and Other Ancient Literature, 1995 (ISBN 0-385-47457-1)
- James L. Crenshaw, Education in Ancient Israel: Across the Deadening Silence, 1998 (ISBN 0-385-46891-1)
- David Laird Dungan, A History of the Synoptic Problem: The Canon, the Text, the Composition, and the Interpretation of the Gospels, 1999 (ISBN 0-385-47192-0, lire en ligne)
- David Noel Freedman, The Nine Commandments: Uncovering the Hidden Pattern of Crime and Punishment in the Hebrew Bible, 2000 (ISBN 0-385-49986-8, lire en ligne)
- Susan R. Garrett, No Ordinary Angel: Celestial Spirits and Christian Claims about Jesus, 2008 (ISBN 978-0-300-14095-8, lire en ligne)
- Shimon Gibson, The Cave of John the Baptist: The Stunning Archaeological Discovery That Has Redefined Christian History, 2004 (ISBN 0-385-50347-4, lire en ligne)
- Jonathan A. Goldstein, Peoples of an Almighty God: Competing Religions in the Ancient World, 2002 (ISBN 0-385-42347-0, lire en ligne)
- Scott W. Hahn, Kinship by Covenant: A Canonical Approach to the Fulfillment of God's Saving Promises, 2009 (ISBN 978-0-300-14097-2)
- Esther J. Hamori, Women's Divination in Biblical Literature: Prophecy, Necromancy, and Other Arts of Knowledge, 2015 (ISBN 978-0-300-17891-3)
- Ronald Hendel et Jan Joosten, How Old Is the Hebrew Bible?: A Linguistic, Textual, and Historical Study, 2018 (ISBN 9780300234886)
- Luke Timothy Johnson, Among the Gentiles: Greco-Roman Religion and Christianity, 2010 (ISBN 978-0-300-16810-5)
- John Kampen, Matthew within Sectarian Judaism, 2019 (ISBN 9780300171563) - (en préparation)
- Bentley Layton, The Gnostic Scriptures: A New Translation with Annotations and Introductions, 1995 (ISBN 0-385-47843-7)
- Timothy H. Lim, The Formation of the Jewish Canon, 2013 (ISBN 978-0-300-16434-3)
- Amihai Mazar, Archaeology of the Land of the Bible: Volume 1: 10,000–586 B.C.E., 1990 (ISBN 0-385-23970-X)
- John P. Meier, A Marginal Jew: Rethinking the Historical Jesus: Volume 1: The Roots of the Problem and the Person, 1991 (ISBN 0-385-26425-9)
- John P. Meier, A Marginal Jew: Rethinking the Historical Jesus: Volume 2: Mentor, Message, and Miracles, 1994 (ISBN 0-385-46992-6)
- John P. Meier, A Marginal Jew: Rethinking the Historical Jesus: Volume 3: Companions and Competitors, 2001 (ISBN 0-385-46993-4)
- John P. Meier, A Marginal Jew: Rethinking the Historical Jesus: Volume 4: Law and Love, 2009 (ISBN 0-300-14096-7)
- John P. Meier, A Marginal Jew: Rethinking the Historical Jesus: Volume 5: Probing the Authenticity of the Parables, 2016 (ISBN 978-0-300-21190-0)
- Eric M. Meyers et Mark A. Chancey, Archaeology of the Land of the Bible: Volume 3: Alexander to Constantine, 2012 (ISBN 978-0-300-14179-5)
- Gregory Mobley, The Empty Men: the Heroic Tradition of Ancient Israel, 2005 (ISBN 0-385-49851-9, lire en ligne)
- Candida R. Moss, Ancient Christian Martyrdom: Diverse Practices, Theologies, and Traditions, 2012 (ISBN 978-0-300-15465-8)
- Jacob Neusner, Introduction to Rabbinic Literature, 1994 (ISBN 0-385-47093-2)
- Susan Niditch, The Responsive Self: Personal Religion in Biblical Literature of the Neo-Babylonian and Persian Periods, 2015 (ISBN 978-0-300-16636-1)
- Maren Niehoff, Philo of Alexandria: An Intellectual Biography, 2018 (ISBN 9780300175233)
- Brian Peckham, History and Prophecy: The Development of Late Judean Literary Traditions, 1993 (ISBN 0-385-42348-9, lire en ligne)
- Brian Peckham, The Temple in Early Christianity: Experiencing the Sacred, 2019 (ISBN 9780300197884) - (en préparation)
- Lawrence H. Schiffman, Reclaiming the Dead Sea Scrolls: The History of Judaism, the Background of Christianity, the Lost Library of Qumran, 1995 (ISBN 0-8276-0530-7, lire en ligne)
- William M. Schniedewind, A Social History of Hebrew: Its Origins Through the Rabbinic Period, 2013 (ISBN 978-0-300-17668-1)
- Alan F. Segal, Life after Death: A History of the Afterlife in Western Religion, 2004 (ISBN 0-385-42299-7, lire en ligne)
- Mark S. Smith, Where the Gods Are: Spatial Dimensions of Anthropomorphism in the Biblical World, 2016 (ISBN 978-0-300-20922-8)
- Benjamin D. Sommer, Revelation and Authority: Sinai in Jewish Scripture and Tradition, 2015 (ISBN 978-0-300-15873-1)
- Ephraim Stern, Archaeology of the Land of the Bible: Volume 2: The Assyrian, Babylonian, and Persian Periods (732–332 BCE), 2001 (ISBN 0-385-42450-7)
- Emma Wasserman, Apocalypse as Holy War: Divine Politics and Polemics in the Letters of Paul, 2018 (ISBN 9780300204025)
- Michael Owen Wise, Language and Literacy in Roman Judaea: A Study of the Bar Kokhba Documents, 2015 (ISBN 978-0-300-20453-7)